# 四川省妇女联合会
四川省妇女联合会，简称四川省妇联，是中华人民共和国四川省妇女儿童工作者组成的人民团体，是中华全国妇女联合会的地方组织，接受中国共产党四川省委员会的领导。其最高权力机构是四川省妇女代表大会。